# E491 (Ecuador)
De E491 of Vía Colectora Babahoyo-Ambato (Verzamelweg Babahoyo-Ambato) is een secundaire nationale weg in Ecuador. De weg loopt van Babahoyo via Guaranda naar Ambato en is 209 kilometer lang. 